# Мартрен
Мартре́н (фр. Martrin, окс. Martrinh) — коммуна во Франции, находится в регионе Окситания. Департамент — Аверон. Входит в состав кантона Сен-Сернен-сюр-Ранс. Округ коммуны — Мийо.
Код INSEE коммуны — 12141.
Коммуна расположена приблизительно в 550 км к югу от Парижа, в 105 км восточнее Тулузы, в 50 км к югу от Родеза.

## Население
Население коммуны на 2008 год составляло 215 человек.
| 1962 | 1968 | 1975 | 1982 | 1990 | 1999 | 2008 |
| ---- | ---- | ---- | ---- | ---- | ---- | ---- |
| 309  | 366  | 305  | 272  | 241  | 238  | 215  |

## Экономика
В 2007 году среди 127 человек в трудоспособном возрасте (15—64 лет) 97 были экономически активными, 30 — неактивными (показатель активности — 76,4 %, в 1999 году было 73,5 %). Из 97 активных работали 84 человека (48 мужчин и 36 женщин), безработных было 13 (6 мужчин и 7 женщин). Среди 30 неактивных 11 человек были учениками или студентами, 9 — пенсионерами, 10 были неактивными по другим причинам.

## Достопримечательности
- Церковь XIII века (гробница командора Ордена госпитальеров). Памятник истории с 1927 года[3]

## Фотогалерея

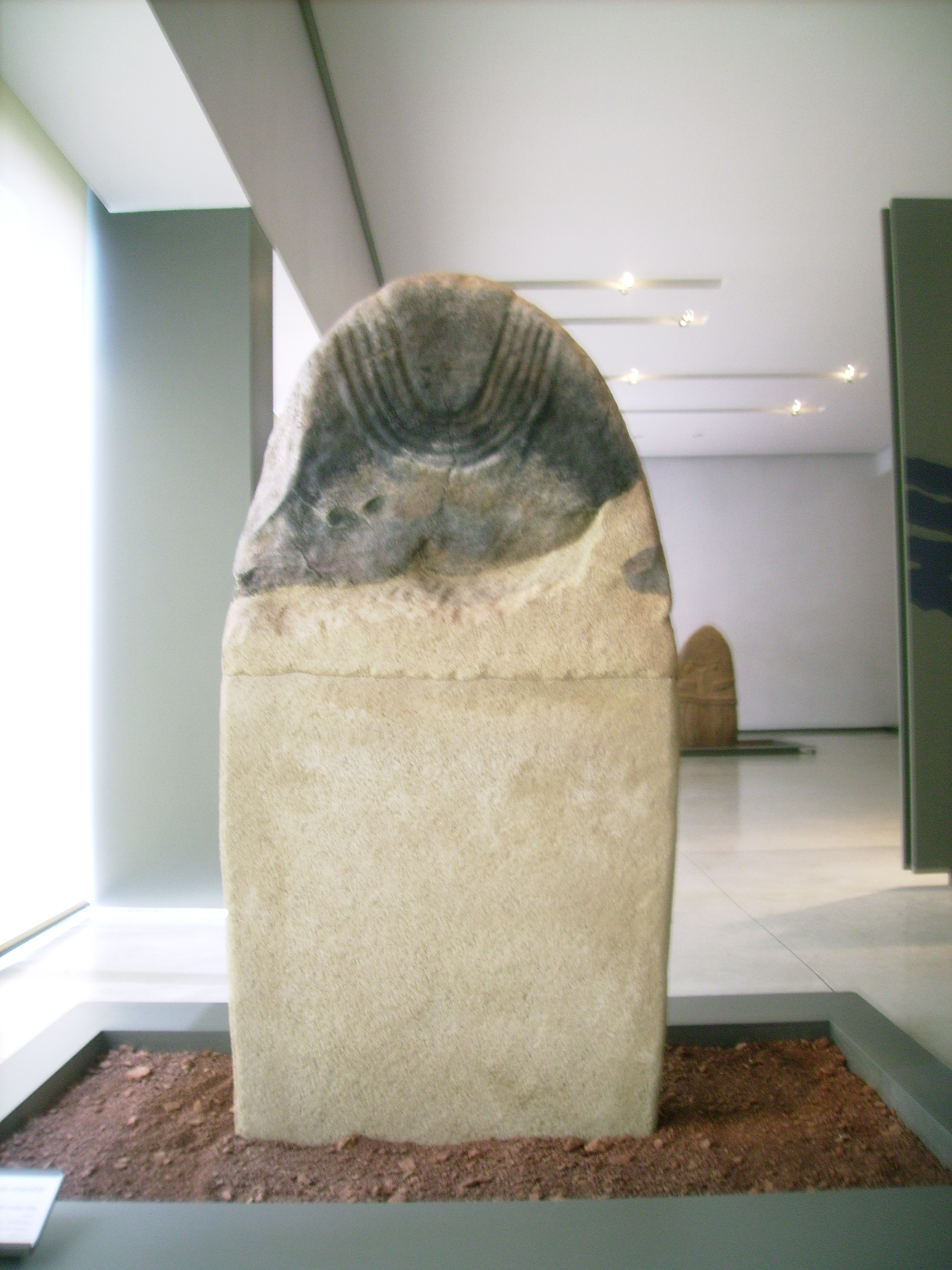
Менгир из Мартрена в музее Фененай (Родез)
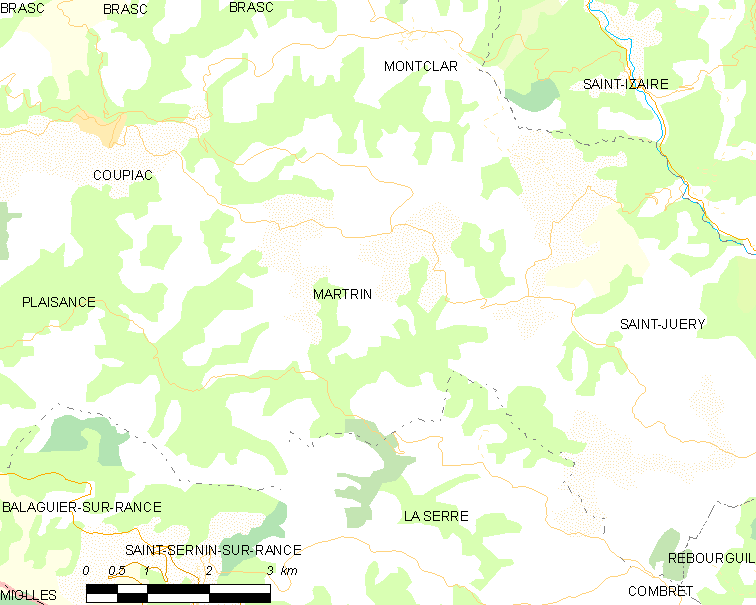
Карта коммуны